# Real Zaragoza
Real Zaragoza là một câu lạc bộ bóng đá chuyên nghiệp Tây Ban Nha, có trụ sở ở thành phố Zaragoza, xứ Aragón. Được thành lập vào năm 1919, Real Zaragoza đang tham dự giải vô địch bóng đá Tây Ban Nha (La Liga). Sân nhà của Real Zaragoza là La Romareda với 34.596 chỗ ngồi.

## Thành tích
- Vô địch Tây Ban Nha (La Liga): 0
  - Thành tích tốt nhất: thứ 2 ở mùa bóng 1974-1975
- Cúp Nhà vua (Copa del Rey): 6
  - 1964, 1966, 1986, 1994, 2001 & 2004
- Siêu cúp bóng đá Tây Ban Nha: 1
  - 2004
- UEFA Cup Winners' Cup/Cúp C2: 1
  - 1995
- Cúp Inter-Cities Fairs/Cúp C3: 1
  - 1964

## Cầu thủ

### Đội hình hiện tại
Tính đến ngày 1/2/2024
Ghi chú: Quốc kỳ chỉ đội tuyển quốc gia được xác định rõ trong điều lệ tư cách FIFA. Các cầu thủ có thể giữ hơn một quốc tịch ngoài FIFA.
| Số | VT | Quốc gia    | Cầu thủ                                 |
| -- | -- | ----------- | --------------------------------------- |
| 1  | TM | Argentina   | Cristian Álvarez (đội trưởng)           |
| 2  | HV | Algérie     | Akim Zedadka (mượn từ Lille)            |
| 3  | HV | Bồ Đào Nha  | Jair Amador                             |
| 5  | TV | Tây Ban Nha | Jaume Grau                              |
| 6  | HV | Tây Ban Nha | Alejandro Francés                       |
| 7  | TĐ | Tây Ban Nha | Germán Valera (mượn từ Atlético Madrid) |
| 8  | TV | Tây Ban Nha | Marc Aguado                             |
| 9  | TĐ | Tây Ban Nha | Iván Azón                               |
| 10 | TV | Tây Ban Nha | Raúl Guti (mượn từ Elche)               |
| 11 | TV | Tây Ban Nha | Maikel Mesa                             |
| 12 | TĐ | Thổ Nhĩ Kỳ  | Sinan Bakış                             |
| 13 | TM | Pháp        | Gaëtan Poussin                          |

| Số | VT | Quốc gia    | Cầu thủ                                    |
| -- | -- | ----------- | ------------------------------------------ |
| 14 | TV | Tây Ban Nha | Francho Serrano                            |
| 15 | HV | Uruguay     | Santiago Mouriño (mượn từ Atlético Madrid) |
| 17 | HV | Tây Ban Nha | Carlos Nieto                               |
| 18 | HV | Tây Ban Nha | Fran Gámez                                 |
| 19 | TĐ | Tây Ban Nha | Manu Vallejo (mượn từ Girona)              |
| 20 | TĐ | Tây Ban Nha | Víctor Mollejo (mượn từ Atlético Madrid)   |
| 21 | TV | Tây Ban Nha | Toni Moya                                  |
| 22 | HV | Pháp        | Quentin Lecoeuche                          |
| 23 | TĐ | Tây Ban Nha | Sergi Enrich                               |
| 24 | HV | Tây Ban Nha | Lluís López                                |
| 25 | TM | Tây Ban Nha | Edgar Badia (mượn từ Elche)                |
| 35 | TM | Tây Ban Nha | Dani Rebollo                               |

### Cho mượn
Ghi chú: Quốc kỳ chỉ đội tuyển quốc gia được xác định rõ trong điều lệ tư cách FIFA. Các cầu thủ có thể giữ hơn một quốc tịch ngoài FIFA.
| Số | VT | Quốc gia | Cầu thủ |
| -- | -- | -------- | ------- |